# Kamnik
Kamnik (in tedesco Stein in Oberkrain) è un comune di 28.859 abitanti della Slovenia.
Statisticamente fa parte della Slovenia Centrale, ma geograficamente si trova nella parte settentrionale del paese.
Antica cittadina situata tra verdi colline sulla sponda destra del fiume Bistrica, alle pendici delle Alpi di Kamnik e della Savinja, è un centro industriale che conserva una parte storica con bei monumenti. Kamnik sorse in epoca imprecisata lungo la strada romana che collegava la valle del Danubio con l'Adriatico. Viene nominata per la prima volta nel 1076; nel 1088 è riferita come centro commerciale e dal 1267 come città con il diritto di battere moneta con la scritta Civitas Stain. Fu il centro di un vasto feudo, concesso dall'imperatore ai conti Andechs-Meran, a questi successero i Bamberg, gli Spanheim, il re boemo Ottokar e infine gli Asburgo. Nel XVI secolo, lo spostamento del traffico su una nuova strada passante per Trojane, che lasciava fuori Kamnik, provocò la decadenza della città, che continuò ad essere mercato e centro produttivo, ma solo di interesse locale. Si mantennero attivi gli artigiani del ferro, del cuoio e della pelle, riuniti in corporazioni. Il suo centro storico è uno dei meglio conservati della Slovenia, raccolto attorno alla lunga piazza Glavni Trg, da cui si dipartono stretti vicoli, con le abitazioni dei nobili e dei ricchi mercanti, alcune dei secoli XV e XVI, di bella fattura e dai ricchi portali, balconi e arcate.

## Edifici storici
La città conserva numerosi altri edifici di notevole interesse storico: 
- il Mali Grad, cioè castelletto, sito su uno sperone di roccia nei pressi della Glavni Trg, che racchiude al suo interno una delle più antiche e importanti cappelle romaniche della Slovenia;
- lo Stari grad, il castello grande, su un colle oltre il fiume, menzionato nel 1202 (Altnpurg), e dalle cui rovine si ammira un bellissimo panorama sulla città, sulle Alpi di Kamnik e sui villaggi verso Lubiana;
- il Frančiškanski samostan, monastero francescano, fondato nel 1495, la cui biblioteca conserva oltre 10.000 opere, tra cui parecchi incunaboli;
- la chiesa cimiteriale di San Giuseppe con interessanti pitture;
- il Grad Zaprice (Egg), castello eretto sul luogo di un antico maniero dal conte Jurij (Georg) Lamberg nel XVI secolo, protetto da un giro di mura, circondato da un fossato, con due torri alle estremità, che fu trasformato nel XVIII secolo in una bella residenza. Il castello attualmente ospita il museo di Kamnik, in cui è conservata un'interessante collezione del mobile curvato e l'evoluzione del legno ricurvo, fino alla produzione industriale del mobile cosiddetto Thonet curvato a vapore.

## Sport
Kamnik ha ospitato i Campionati del mondo di corsa in montagna nel 2010.